# Jindřich Vacek
Jindřich Vacek (3. srpna 1889 Vídeň – 20. července 1946 Kamenice nad Lipou) byl český hudebník a skladatel.

## Život
Od dětství hrál na několik hudebních nástrojů. Nastoupil k vojenské hudbě ve Vídeňském Novém Městě a později hrál u vojenské hudby v Soproni. Po návratu do Čech působil jako hobojista v orchestrech soukromých venkovských divadelních společností. V době Talichova působení ve Slovinsku hrál pod jeho vedením v operním orchestru v Lublani. V dalších letech vystřídal řadu orchestrů po celém světě. Hrál v Alžíru, Jižní Americe (v Buenos Aires a v Montevideu), Hamburku a v Bruselu. Nakonec se vrátil opět k divadelním společnostem v Čechách.
Po vypuknutí 1. světové války byl odvelen k posádkové hudbě v Šoproni a po vzniku Československa působil u divadelních orchestrů v Plzni a v Českých Budějovicích. V Českých Budějovicích si prohloubil své hudební vzdělání studiem na varhanické škole a stal se ředitelem kůru a učitelem hudby v Horní Rovni u Pardubic, ve Vysokém Mýtě a posléze v Kamenici nad Lipou. Zde působil od roku 1930 až do své smrti.

## Dílo
Jeho dílo obsahuje velmi rozmanité žánry. Komponoval taneční skladby, pochody, operety, zpěvohry, scénickou hudbu pro divadlo, ale také četné chrámové skladby.

### Operety
- Jen se dohovořit
- Májová noc
- Zlatovláska z myslivny
- Volnosti zdar
- Nanynka z Týnice (dětská zpěvohra)

### Chrámové skladby
- Slavnostní mše
- Česká mše
- Requiem

Mnoho dalších příležitostných skladeb